# 利贝拉图-萨尔扎努
利贝拉图-萨尔扎努是巴西南大河州的一个市镇。总面积245.629平方公里，总人口6102人，人口密度24.8人/平方公里。